# Вильбасте, Густав Йоханнесович
Гу́став Йоха́ннесович Ви́льбасте (эст. Gustav Vilbaste), при рождении Густав Вильберг (эст. Gustav Vilberg; 3 сентября 1885, Хааваканну — 21 февраля 1967, Таллин) — эстонский ботаник, доктор философии по ботанике и географии, публицист, пионер природоохранной деятельности в Эстонии.

## Биография

### Ранние годы
Густав Вильберг родился 3 сентября 1885 года в деревне Хааваканну (Везенбергский уезд Эстляндской губернии Российской империи). Родители: Йоханнес Вильберг, владелец трактира Куусалу, и Минна Вильберг (Вильбикс). Детство провёл в своей деревне. Учился в 1893—1897 годах в школе Румму-Саунья, в 1897—1900 годах работал на хуторе Тыну, который арендовал его отец. В 1900—1902 учился в двухклассном училище Колга, в 1902—1903 годах в педагогическом училище (одним из его преподавателей был Якоб Вестхольм). 7 июля 1903 года получил аттестат об окончании училища с правом преподавать в сельской школе. Преподавал в 1903—1904 годах в приходской школе Выру-Мядапеа, с 1904 по 1913 годы в сельской школе Кехра. 22 марта 1907 года успешно сдал квалификационный экзамен в Нарвской гимназии.
В то время Густав начал интересоваться народным творчеством Эстонии, изучая фольклор: сказки, песни, танцы, сказания и предметы быта эстонцев. В этом ему помогало Общество эстонских студентов и Эстонский национальный музей. С 1913 по 1914 годы он был слушателем курсов средней школы в Тарту. В связи с плоскостопием в 1914 году он был освобождён от службы в армии, хотя должен был пройти службу в Петрограде. В 1914—1916 годах преподавал в приходской школе Харью-Алавере, был редактором «Таллинского журнала» в 1916—1917 годах.

### Начало деятельности в Эстонии
В 1917—1918 годах Вильберг был слушателем в Тартуском университете, сдал экзамены в 1918 году в Александровской гимназии. С 1918 по 1926 годы официально учился на физико-математическом факультете Тартуского университета, до 1920 года преподавал в реальных и коммерческих училищах Тарту. Участвовал в войне за независимость Эстонии. С 1920 по 1923 годы — ассистент на факультете ботаники Тартуского университета, член Эстонского общества естествоиспытателей, секции охраны природы. В 1922 году в журнале «Loodus» опубликовал свою первую статью «Растительность Эстонии для школ» (эст. Eesti taimestik koolidele). В 1923—1924 годах главный редактор журнала. Совершил путешествие в Финляндию и на побережье Ладожского озера вместе с профессором из Сортавала Каарло Линкола. Преподавал с 1924 года в Тартуской коммерческой объединённой гимназии.
С 1925 по 1927 годы Вильберг был главной Народного университета в Кунда, в 1925 году совершил путешествие в Данию и Финляндию, где изучал методику преподавания в университетах. В 1927 году опубликовал магистерскую работу «Об истории и дикой природе Ида-Харьюмаа» (эст. Loost ja lootaimkonnast Ida-Harjumaal).

### Новые исследования
В 1927—1928 годах Вильберг учился в Венском университете, защитил 19 июля 1928 года диссертацию «Erneuerung der Loodvegetation durch Keimlinge in Ost-Harrien (Estland)» и получил степень доктора философии по ботанике и географии. В 1928—1930 годы — стипендиат Тартуского университета в области флористики, занимался исследованием флоры Швеции и Финляндии. В 1930 году работал в Национальном музее естественных наук Швеции. Должен был возглавить кафедру ботаники в Тартуском университете и пост директора Ботанического института и ботанического сада, но его место занял Теодор Липпмаа, а Вильберг стал ординарным профессором.
В 1930—1936 годы Вильбасте, уже сменивший свою фамилию, стал секретарём Эстонского общества естествоиспытателей, с 1930 по 1938 годы был редактором журнала «Loodusvaatleja». Также он с 1932 по 1936 годы преподавал в Тартуской мужской гимназии, в 1932—1933 годах — в гимназии Хуго Треффнера. 14 июня 1934 года получил сертификат профессионального преподавателя естественных наук в профессионально-технических училищах. В 1935 году официально стал учителем, назначен преподавателем в Тартуской технической школе.

### Природоохранная деятельность
29 января 1936 года Вильбасте был избран в Совет по охране национальных парков при Правительстве Эстонской Республики и назначен первым инспектором по охране природы, приступив к исполнению обязанностей 15 февраля. С 1936 по 1940 годы усилиями Вильбасте были зарегистрированы более 500 природных и культурных памятников, в том числе 47 природных заповедников. С 1937 года инспекция начала наблюдение за природными источниками, в 1938—1939 годы составила список полезных ископаемых в стране, в 1939 году провела учёт мест заселения белого аиста. 25 марта 1938 года благодаря Вильбасте в Эстонии был утверждён новый закон об охране природы.
В 1937—1940 годах Вильбасте снова был редактором журнала «Looduskaitse» (с I выпуска 1937 года по II выпуск 1940 года). В 1939—1940 годах редактировал журнал «Loodushoid ja Turism». В марте 1939 года отправлен для ведения переговоров с Финляндией об участии Эстонии в Олимпиаде 1940 года в Хельсинки, посетил зоопарк Хельсинки и музей под открытым небом, предложив создать аналогичные заведения в Таллине. 1 июля 1940 года назначен в Министерство образования, науки и искусства, а также главой Департамента по охране природы. В 1940 году награждён Знаком охраны природы II степени.
В 1941 году Вильбасте назначен преподавателем в Таллинском коммерческом мужском училище и Таллинском профессиональном женском училище. Во время немецкой оккупации работал в 11-й и 12-й гимназиях Таллина, преподавал в Таллинской средней мужской школе и Таллинском коммерческом женском училище. 16 марта 1942 года по распоряжению коменданта Таллина был включён в природоохранную группу учёных. В апреле 1944 года немецкое командование и эстонские городские власти, лояльные немцам, бежали из города.
С 1944 по 1945 годы Вильбасте работал в Народном комиссариате целлюлозной и бумажной промышленности Эстонской ССР как специалист по охране леса. С января 1945 года — кадровый организатор Парка молодёжи, 1 февраля 1945 года включён в Народный комиссариат образования Эстонской ССР. 15 апреля 1945 года по распоряжению руководства Эстонской ССР назначен старшим научным сотрудником Государственного музея естественных наук.

### Последние годы жизни
Густав Вильбасте ушёл на пенсию 1 июля 1950 года в возрасте 65 лет. В 1956 году избран почётным членом Эстонского общества естествоиспытателей. В 1961 году награждён Большим знаком охраны природы Эстонии. 30 сентября 1965 года отметил 80-летие в зале заседания Академии наук Эстонcкой ССР.
21 февраля 1967 года Густав Вильбасте умер в возрасте 81 года. Похоронен 26 февраля на кладбище Куусалу.

### Дети
Дети, три сына и дочь, Густава Вильбасте тоже связали свою жизнь с изучением природы: Юхан стал энтомологом, Густав — директор детской туристической базой, Хенн — заведующий обществом охраны природы, дочь Хеле — методист сельскохозяйственного образования.